# Russische Einflussnahme auf den Wahlkampf in den Vereinigten Staaten 2016
Die Russische Einflussnahme auf den Wahlkampf in den Vereinigten Staaten 2016 war ein Bündel von Maßnahmen wie Hacking von Kommunikationsinfrastruktur, Angriffen auf das digitale Wahlsystem der USA und lancierte Falschmeldungen mit dem Ziel, die Präsidentschaftswahl 2016 zugunsten von Donald Trump und gegen Hillary Clinton zu beeinflussen.
Nach einer Studie im Auftrag des US-Senats wurden Millionen von Einträgen in sozialen Netzwerken wie Twitter, Facebook, YouTube und Instagram zugunsten Donald Trumps beeinflusst. Der frühere US-Präsident Donald Trump stand wegen möglicher illegaler Kontakte seines Wahlkampfteams nach Moskau seit Februar 2017 unter Druck. Die vorliegenden Ermittlungsergebnisse weisen darauf hin, dass hinter den Angriffen der russische GRU steht und das Land versucht hat, die US-Präsidentschaftswahl 2016 zugunsten des späteren Siegers Trump zu beeinflussen.
Die bis 2017 amtierende Regierung der Vereinigten Staaten beschuldigte die Regierung Russlands, die Wahlen gestört zu haben. Im Oktober und Dezember 2016 teilte die Nachrichtendienstgemeinschaft der Vereinigten Staaten mit, Russland habe eine Operation durchgeführt, der US-Agenturen den Codenamen Grizzly Steppe gaben. Das Office of the Director of National Intelligence (DNI), welches alle 17 US-Nachrichtendienste und das Department of Homeland Security (DHS) vertritt, teilte mit, Russland habe das Democratic National Committee (DNC) gehackt und Dokumente an WikiLeaks weitergeleitet. Russland bestritt, in irgendeiner Weise in den Komplex involviert zu sein. Donald Trump äußerte als gewählter Präsident und im Verlauf seiner Präsidentschaft wiederholt, Russland habe keinen Einfluss auf den Wahlkampf in den USA genommen, was er jedoch zeitweilig revidierte und Mitglieder seiner Regierung anders sehen.

## Hintergrund

### Internet Research Agency
Siehe auch: Troll-Armee
Im Frühjahr 2014 gründete die „Internet Research Agency“ (IRA) mit finanzieller Unterstützung des Oligarchen Jewgeni Prigoschin, einem Vertrauten des russischen Präsidenten Wladimir Putin, eine Organisation mit 400 Mitarbeitern, die in Sankt Petersburg residierte. Innerhalb der IRA wurde eine neue Abteilung, die amerikanische Redaktion, geschaffen, die gezielt Mitarbeiter mit fließendem Englisch und politischen Kenntnissen der Vereinigten Staaten anwarben. Die Mitarbeiter wurden in Themen wie Waffenrecht, Rechte für Schwulen und Lesben und Einwanderung geschult, die von verschiedenen Gruppen in den USA kontrovers betrachtet wurden. Die IRA führte im selben Jahr eine Aufklärungsmission in verschiedenen Bundesstaaten in den USA durch, um Informationen zu sammeln. Einer der Mitarbeiter beschrieb später seine Rolle gegenüber einem russischen Journalisten: „Wir hatten die Aufgabe, die Amerikaner gegen ihre eigene Regierung aufzuhetzen: Unruhe und Unzufriedenheit zu provozieren.“
Am 16. Juni 2015 kündigte Donald Trump seine Kandidatur für das Amt des Präsidenten der Vereinigten Staaten an. Im Juli wurde Trump während eines libertären Kongresses in Las Vegas von der russischen Agentin Marija Butina gefragt, ob er die Sanktionen gegen Russland aufrechterhalten würde, worauf Trump antwortete: „Ich glaube nicht, dass die Sanktionen nötig sind.“ Die IRA begann sich für Trump einzusetzen und erstellte eine Website zur Unterstützung von Trumps Vorwahlkampf. Trump lobte während des Vorwahlkampfs Putin und erklärte die NATO für „obsolet“. Die IRA verfügte im September 2016 über ein monatliches Budget von ungefähr 1,25 Millionen US-Dollar.
Im Juli 2016 schrieb Adrian Chen im Magazin The New Yorker erstmals, dass die IRA möglicherweise Fake-Accounts in sozialen Medien nutze, um die Kampagnen von Donald Trump zu unterstützen. Chen wies darauf hin, dass die Verbindung zwischen Trump und Russland nicht direkt sei. Der US-Senat beauftragte 2018 eine Studie durchgeführt von der Universität Oxford. Darin werden Millionen von Einträgen in sozialen Netzwerken wie Twitter, Facebook, YouTube und Instagram ausgewertet und nachgewiesen, dass viele von der russischen Trollfabrik lanciert wurden. Auf dem Höhepunkt der Kampagne kamen monatlich bis zu 6000 Einträge in Wort, Bild und Video aus Sankt Petersburg.

### „Clinton-Leak“
Im September 2015 informierte das FBI das Democratic National Committee (DNC), das nationale Organisationsgremium der Demokratischen Partei, über Erkenntnisse, dass mindestens eines ihrer Computersysteme von der Hackergruppe „Cozy Bear“ kompromittiert worden sei. Im November erhielt das DNC einen erneuten Anruf vom FBI, das sie darüber in Kenntnis setzte, dass eine Schadsoftware Informationen nach Russland übermittelt. Im März 2016 wurde John Podesta, Leiter des Wahlkampfteams, Opfer eines Phishing-Angriffs, das den Angreifern Zugriff auf sein Postfach mit 60.000 E-Mails gewährte. Das DNC wurde vom FBI erneut gewarnt, reagierte erst im April und engagierte die Cybersicherheitsfirma Crowdstrike, die den Angriff innerhalb eines Tages nach Russland zurückverfolgen konnte. CrowdStrike identifizierte zwei Hackergruppen im Netzwerk des DNC: Cozy Bear, auch bekannt als „the Dukes“ oder „APT29“ (siehe dazu Advanced Persistent Threat) war seit Sommer 2015 aktiv und „Fancy Bear“, auch bekannt als „Sofacy Group“ oder „APT28“, trat erstmals im März 2016 auf. Beide Gruppen werden dem russischen Staat zugeschrieben. Die von „Fancy Bear“ verwendeten Techniken waren zuvor bei Angriffen auf Ziele in der Ukraine, Georgien und auf die NATO zum Einsatz gekommen und die Gruppe war überwiegend in den Bürozeiten der Moskauer Zeitzone aktiv.
In einem Interview mit dem britischen Sender ITV kündigte Julian Assange am 12. Juni die Veröffentlichung von Hillary Clinton betreffende E-Mails an. Kurz darauf erhielt er zweimal Besuch vom Londoner Bürochef des vom russischen Staat kontrollierten Senders RT, bei dem er den Überwachungsberichten zufolge einmal einen USB-Stick ausgehändigt erhielt. Am 15. Juni veröffentlichte die vom GRU erstellte Online-Identität „Guccifer 2.0“ eine Nachricht auf Twitter, sie habe WikiLeaks tausende von Dateien und Mails übergeben. Als Beweis veröffentlichte Guccifer 2.0 elf Dokumente, die aus John Podestas Mailpostfach stammten. Fünf der Dateien waren Word-Dokumente, die am selben Tag modifiziert worden waren. Dabei wurde der Benutzername Feliks Edmundovich (ein Spitzname für Feliks Dzierżyński) in kyrillischen Buchstaben in den Metadaten der Dateien gespeichert. Der GRU sandte die gesamten Daten später an WikiLeaks, der genaue Zeitpunkt ist jedoch unklar.
In der Hochphase des US-Präsidentschaftswahlkampfes im Oktober 2016 veröffentlichte WikiLeaks den Mailverkehr zwischen John Podesta und Hillary Clinton im Umfang von mehreren tausend E-Mails. Vorangegangen war eine Veröffentlichung von E-Mails des DNC im Juli 2016, die eine Gegnerschaft des DNC gegen den Vorwahlkandidaten Bernie Sanders nahelegten. Julian Assange hatte diese Veröffentlichung Wochen im Voraus angedeutet und dabei durchblicken lassen, dass er Clinton schaden wolle.
Podesta war Leiter des Wahlkampfteams von Hillary Clinton. In den E-Mails fanden sich der Wortlaut vertraulicher Reden, die Hillary Clinton vor Wall-Street-Bankern gehalten hatte. Auch fanden sich darin Vorschläge, über welche Journalisten die Clinton-Kampagne möglichst positive Geschichten über die Kandidatin lancieren könne. Die Veröffentlichung schadete Clintons Ansehen und führte zur Entstehung der Verschwörungstheorie „Pizzagate“.
Im Juli 2017 wandte sich eine Gruppe ehemaliger Geheimdienstmitarbeiter und Diplomaten, die sich den Namen Veteran Intelligence Professionals for Sanity (VIPS) gab, mit einem Memorandum an die Öffentlichkeit sowie direkt an Präsident Trump. Sie behaupteten, die Datenmenge der E–Mails sei so groß, dass die Übertragung durch einen Hack im Internet zu lange gedauert hätte, die Daten müssten von einer Person mit direktem Zugang zu den DNC-Computern auf ein Speichergerät kopiert worden sein. Die Gruppe war sich über die Analyse jedoch nicht einig, einige Mitglieder erstellten ein alternatives Memo, das die Übertragungsgeschwindigkeit im Internet für ausreichend hielt.

## Bekannte Aktionen
Die IRA schnitt ihre Kampagne auf drei Zielgruppen in den USA zu: Linke, Rechte und Schwarze. Im April 2015 hatte Hillary Clinton ihre Kandidatur bekannt gegeben. Clinton war auf die Zustimmung des linken Parteiflügels angewiesen. Die IRA unterstützte die Kandidatin der Green Party Jill Stein. Stein gab ihre Kandidatur im russischen Auslandssender RT America bekannt und war dort anlässlich des zehnten Geburtstags von RT Ehrengast Putins. RT America sendete mehr als hundert Beiträge, um ihre Position zu verbreiten: „Hillary Clinton wählen heißt Krieg wählen.“  In drei Staaten lag die Anzahl der Stimmen für Stein höher als die Anzahl der Stimmen, mit denen Trump vor Clinton gewann. Clinton beschuldigte Stein drei Jahre nach der Wahl, eine russische Agentin gewesen zu sein.
Die Kampagne mit der Bevölkerungsgruppe der Schwarzen war die intensivste. Der Geheimdienstausschuss des Senats schrieb im Jahr 2019: „Keine einzelne Gruppe von Amerikanern wurde von den Mitarbeitern der IRA mehr ins Visier genommen als die Afroamerikaner.“ Die IRA versuchte, diese Gruppe vom Gang zur Wahlurne fernzuhalten. Ein Beitrag des Instagram-Kontos „Woke Blacks“ lautete: „Ein besonderer Hype und Hass auf Trump führt die Menschen in die Irre und zwingt Schwarze, Killary zu wählen.“ Die Facebook-Seite „Blacktivist“ der IRA erzeugte 11,2 Millionen Nutzer-Interaktionen. Ein Video auf YouTube verbreitete die Falschinformation, Hillary Clinton habe eine Wahlkampfspende über 20.000 US-Dollar vom Ku-Klux-Klan erhalten.
Die Facebook-Seite der IRA „Heart of Texas“ setzte sich für Waffenrechte ein und verbreitete einwandererfeindliche Inhalte. Die Seite und weitere IRA-Konten auf Instagram, Twitter und YouTube behaupteten 2015, das Militärmanöver „Jade Helm“ sei ein Komplott der Obama-Regierung, um die Waffen von Texanern zu beschlagnahmen oder in Texas die Macht zu ergreifen. Der Gouverneur von Texas mobilisierte die Staatsgarde, um das Manöver zu überwachen.
In einigen US-Bundesstaaten wurden die Betriebsprogramme der Wahlsysteme ausgespäht. Die Angriffe wurden auf Server zurückverfolgt, die von einer russischen Firma betrieben werden. Diese Aktivitäten kann die CIA nach Auskunft allerdings nicht mit Sicherheit der russischen Regierung zuordnen. Das Wahlsystem in den USA ist dezentralisiert und Staaten sowie Kommunen betreiben eine Reihe von Schutzmaßnahmen.

## Ermittlungen
Der US-Auslandsgeheimdienst CIA ermittelte in dem Fall. Der damalige Präsident Barack Obama ordnete eine Untersuchung an. Nach einem CIA-Bericht hat Russland durch Cyberattacken gezielt in die Wahl eingegriffen, um Donald Trump zum Sieg zu verhelfen. NBC berichtete, Geheimdienstverantwortliche wüssten, dass der russische Präsident Wladimir Putin selbst Anweisungen für den Umgang mit den gehackten Mails gegeben habe. Dies solle in Zusammenhang mit Clintons Wirken als US-Außenministerin gestanden haben. Clinton hatte öffentlich die Rechtmäßigkeit der russischen Wahlen von 2011 in Frage gestellt. Die „Washington Post“ berichtete unter Berufung auf interne Unterlagen der CIA, dass Insider mit Verbindungen nach Russland WikiLeaks mit den gehackten E-Mails versorgt hätten. Die USA werfen WikiLeaks vor, mit dem russischen Geheimdienst zu kooperieren.
Lisa Monaco, die Counterterrorism-Beraterin Obamas sagte im Christian Science Monitor, dass die FBI-Ermittlungen ebenfalls sehr stark den Eindruck vermittelten, dass Russland Einfluss auf den US-Wahlkampf genommen habe.
Im März 2018 berichtete The Daily Beast, dass die Identität des DNC-Hackers „Guccifer 2.0“ als russischer Nachrichtendienstagent erwiesen und die Untersuchung dazu von Robert Mueller in seine Sonderermittlung aufgenommen worden sei. Der Geheimdienstmitarbeiter nutzte normalerweise einen anonymisierenden VPN-Dienst namens „Elite VPN“, um sich in sozialen Medien und bei seinem E-Mail-Anbieter anzumelden. Einmal unterlief ihm offenbar ein Fehler und er loggte sich ohne VPN-Verbindung ein. Die gespeicherte IP-Adresse konnte zu einem Moskauer Büro von Russlands Militärnachrichtendienst GRU zurückverfolgt werden. Die Adresse könne so eindeutig zugeordnet werden, dass sogar der Name des GRU-Offiziers bekannt sei. Der zuständige Mitarbeiter wurde im Januar 2017 ausgewechselt, was auch an den seitdem deutlich besseren Englischkenntnissen von Guccifer 2.0 deutlich wurde. 2016 hatten Sam Biddle von The Intercept und Jeffrey Carr von Medium.com noch argumentiert, dass die Zuordnung von Guccifer 2.0 zu russischen Geheimdiensten nicht nachgewiesen sei. Die amerikanische Nachrichtendienst-Community ging allerdings schon 2016 davon aus, dass Guccifer 2.0 „mit hoher Wahrscheinlichkeit“ von russischen Nachrichtendiensten betrieben wird.
Am 13. Juli 2018 gab der stellvertretende Justizminister Rod Rosenstein in einer Pressekonferenz bekannt, dass gegen zwölf russische Staatsbürger, alles Angehörige des Russischen Militärgeheimdienstes GRU, offiziell Anklage erhoben wird. Anklagepunkte waren mehrere Computereinbrüche in die Netzwerke und Computer des Demokratischen Kongress Kampagnen Komitees (Democratic Congressional Campaign Committee abgekürzt DCCC) und des Demokratischen National Komitees (Democratic National Committee abgekürzt DNC) sowie diverse Attacken gegen die Clinton Kampagne an sich (Mitarbeiter und Volontäre).

### Nach Amtsantritt von Donald Trump
Ende Februar 2017 berichteten US-Medien über ein Treffen des damaligen FBI-Direktors James Comey und seines Stellvertreters Andrew McCabe mit dem Stabschef des Weißen Hauses Reince Priebus, bei dem Letzterer über die laufenden Ermittlungen im Fall informiert worden sei. Die Informationsweitergabe verstieß demnach gegen zahlreiche Regeln des Justizministeriums, die die Weitergabe von Ermittlungsergebnissen an Politiker und die Unabhängigkeit des FBIs regeln. Das FBI hatte bereits vor der Präsidentschaftswahl 2016 Ermittlungen in der Angelegenheit aufgenommen, was FBI-Direktor Comey wegen der möglichen Verwicklung von Trumps Wahlkampagne nicht öffentlich gemacht hatte. Comey legte diese Untersuchung am 20. März 2017 vor dem Geheimdienstausschuss des US-Repräsentantenhauses offen. Nachdem Trump Comey am 9. Mai 2017 mit sofortiger Wirkung entlassen hatte, setzte der zuständige stellvertretende Justizminister Rod Rosenstein den früheren FBI-Direktor Robert Mueller als Sonderermittler ein. Dieser untersuchte unter anderem die russische Einflussnahme auf den US-Wahlkampf 2016 und legte am 22. März 2019 seinen Abschlussbericht vor.
Das weitgehend zu US-Präsident Trump loyale US-Justizministerium reichte im Mai 2017 Klage gegen eine mutmaßliche Whistleblowerin ein, die vertrauliche Informationen der NSA weitergegeben haben soll. Die Dokumente seien mit „top secret“ eingestuft gewesen. Das Kabinett Trump I hatte in den Monaten zuvor das Justizministerium angewiesen, verstärkt gegen die Weitergabe vertraulicher Informationen vorzugehen. Aus bei Gericht eingereichten Unterlagen geht hervor, dass Reality Winner, eine nachrichtendienstliche Mitarbeiterin des NSA-Dienstleisters Pluribus International Corporation, die betreffenden Informationen an das Online-Nachrichtenmagazin The Intercept weitergab. Am 3. Juni 2017 nahm das FBI die Frau fest. Am 5. Juni veröffentlichte The Intercept einen, sich auf geheimdienstliche Informationen der NSA berufenden, Artikel über die angeblichen russischen Eingriffe in die Präsidentschaftswahl 2016.
Laut dem Artikel des Intercept zeigen die NSA-Dokumente eindeutig, dass der russische Militärgeheimdienst (GRU) noch weitgehender in die US-Wahl einzugreifen versuchte als bis dahin bekannt. Es lagen demnach Belege für Attacken auf Systeme der Wählerregistrierung vor, wofür russische Hacker in den Tagen vor der Wahl mindestens einen Zulieferer der US-Wahl-Software angegriffen hätten. Für diesen Angriff seien unter anderem Phishing-E-Mails versendet worden, um damit Schadsoftware zu platzieren. Es habe Versuche gegeben, Login-Daten zu stehlen. Laut NSA-Bericht sei nichts über eventuelle Erfolge dieser Angriffe bekannt.
Im September 2018 veröffentlichte die Professorin für Kommunikationswissenschaft Kathleen Hall Jamieson ihre Analyse des bisherigen Wissensstandes in dem Buch Cyberwar: How Russian Hackers and Trolls Helped Elect a President—What We Don’t, Can’t, and Do Know. Laut ihrem Fazit war die russische Einflussnahme auf die Wahl aller Wahrscheinlichkeit nach für Trumps Wahlsieg verantwortlich.
Im Dezember 2018 wurden zwei unabhängig voneinander erstellte Studien über die Tätigkeit der International Research Agency (IRA), der in Sankt Petersburg verorteten russischen 'Troll-Fabrik', vorgestellt; sie belegen nach Meinung der Verfasser massive Manipulationen während des Wahlkampfs 2016. Für die Analysen wurden nach Angaben ihrer Verfasser Millionen von Nachrichten in den sozialen Netzwerken ausgewertet, die sich der IRA zuordnen lassen. Ein renommierter Redakteur der New York Times schrieb, Zielgruppe der Kampagne seien besonders Afroamerikaner gewesen; sie sollten davon abgebracht werden, die demokratische Kandidatin Hillary Clinton zu wählen.

## Reaktionen

### USA

#### Barack Obama
Präsident Barack Obama konfrontierte Putin im September 2016 während des G20-Gipfels in Hangzhou und warnte ihn vor weiteren Einmischungen. Am 7. Oktober informierte die Regierung die Öffentlichkeit über ihre Erkenntnisse, dass nach Überzeugung der US-Geheimdienste „die jüngste Kompromittierung der E-Mails von Personen und Institutionen der Vereinigten Staaten, darunter auch politischen Organisationen, von der russischen Regierung gesteuert“ seien. Am selben Tag veröffentlichte WikiLeaks die von den russischen Hackergruppen gestohlenen Mails von John Podesta.
Obama kündigte im Dezember 2016 deutlich eine Vergeltung für die Attacken an. Wenn eine ausländische Regierung versuche, den Wahlkampf in den USA zu manipulieren, müsste das Land handeln, sagte er dem National Public Radio. „Und das werden wir – zu einer Zeit und an einem Ort unserer Wahl. Manches davon könnte offen geschehen und publik gemacht werden, manches nicht.“ so Obama.
Kurz vor Jahresende ordnete Obama an, dass 35 russische Diplomaten binnen 72 Stunden das Land verlassen müssten. Zudem sperrte die US-Regierung den Zugang zu zwei von russischen Diplomaten gemieteten Anwesen, weil von dort aus gegen die USA spioniert worden sei. Präsident Trump gab die Anwesen später ohne Auflagen wieder zurück.

#### Donald Trump
Donald Trump bestritt zunächst wiederholt einen Einfluss Russlands auf den Wahlkampf in den USA. Nachdem im Juli 2016 die E-Mails des DNC durch WikiLeaks veröffentlicht worden waren, sagte er laut der New York Times: "Russland. ... Wenn ihr gerade zuhört: Ich hoffe, ihr seid in der Lage, die 30.000 E-Mails zu finden, die noch fehlen." Die Mails würden sicher auf großes Interesse bei der US-Presse stoßen, so Trump damals.
Nach Einblick in entsprechende Unterlagen erklärte Trump in einem Interview am 11. Januar 2017 „Es war Russland“ und behauptete erstmals, dass Russland für die Hackerangriffe verantwortlich sei, fuhr aber fort, dass dies aus seiner Sicht keinen Einfluss auf den Ausgang der Wahl gehabt habe und er trotz allem bestrebt sei, nach seiner Amtseinführung ein gutes Verhältnis zu Russland aufzubauen. Ebenso wies er in dem Zusammenhang Berichte kategorisch zurück, wonach Russland angeblich belastendes Material über ihn in den Händen habe. Zuvor wurden entsprechende Berichte dazu in verschiedenen Medien veröffentlicht, nachdem die Website BuzzFeed ein Dossier des ehemaligen britischen Geheimdienstmitarbeiters Christopher Steele veröffentlichte, das nach Angaben der recherchierenden Journalisten aber Fehler enthielt und die Anschuldigungen nicht verifizieren konnte. Seit Mitte Mai 2017 untersucht der Sonderermittler Robert Mueller eine mögliche Zusammenarbeit von Trumps Wahlkampfteam mit russischen Behörden (siehe Vorwürfe geheimer Absprachen mit russischen Behörden). Hierzu setzte er eine Grand Jury ein und soll – laut Zeitungsberichten vom August 2017 – hochrangige Politiker befragen wollen, darunter den ehemaligen Stabschef Reince Priebus.
Beim Gipfeltreffen in Helsinki (2018) zwischen US-Präsident Donald Trump und dem russischen Präsidenten Wladimir Putin meinte Trump, er sehe keinen Grund, warum sich Russland in die US-Präsidentschaftswahlen 2016 eingemischt haben sollte. Präsident Putins Dementi diesbezüglich sei "extrem stark und kraftvoll" gewesen. Die US-Demokraten bezeichneten das Gipfeltreffen Trump-Putin in Helsinki als "beschämend", auch der Trump-nahe Fernsehsender Fox News Channel kritisierte das Gipfeltreffen als "beschämend, schändlich und verräterisch". Später meinte Trump, er habe sich versprochen. Es hätte heißen sollen: „Er sehe keinen Grund warum Russland sich NICHT in die US-Präsidentschaftswahlen 2016 eingemischt haben sollte“.
Am 17. Juli 2018 räumte Trump in einem Pressestatement im Weißen Haus doch Russlands Einmischung in die Wahl ein, diese hätte jedoch keinen Einfluss auf das Ergebnis gehabt. Ihm würden diesbezüglich US-Geheimdienstinformationen vorliegen, denen er vertraue.

### Russland
Russland dementierte sämtliche Meldungen, in irgendeiner Form Einfluss auf den US-Wahlkampf genommen zu haben. Nach den Vorwürfen im Juli 2016 sagte Kreml-Sprecher Dmitri Peskow, Russland würde sehr genau darauf achten, „alles zu vermeiden, was als Eingriff in den Wahlvorgang in den USA interpretiert werden könnte.“
Im November 2022, einen Tag vor den US-Wahlen 2022, schrieb Jewgeni Prigoschin auf Vkontakte bezüglich russischer Einmischung in US-Wahlen: „Wir haben uns eingemischt, wir tun es und wir werden es weiter tun“.

### International
WikiLeaks
Im Juni 2016 sagte WikiLeaks Gründer Julian Assange, er sehe keine Hinweise darauf, dass die Leaks der DNC-Dokumente in einer Verbindung zu Russland stünden. Im November 2016 bekräftigte Assange deutlicher, Russland sei nicht die Quelle für die gehackten E-Mails, die von WikiLeaks veröffentlicht wurden.